# Axylia intimima
Axylia intimima är en fjärilsart som beskrevs av Fletcher 1961. Axylia intimima ingår i släktet Axylia och familjen nattflyn. Inga underarter finns listade i Catalogue of Life.